# آقای با

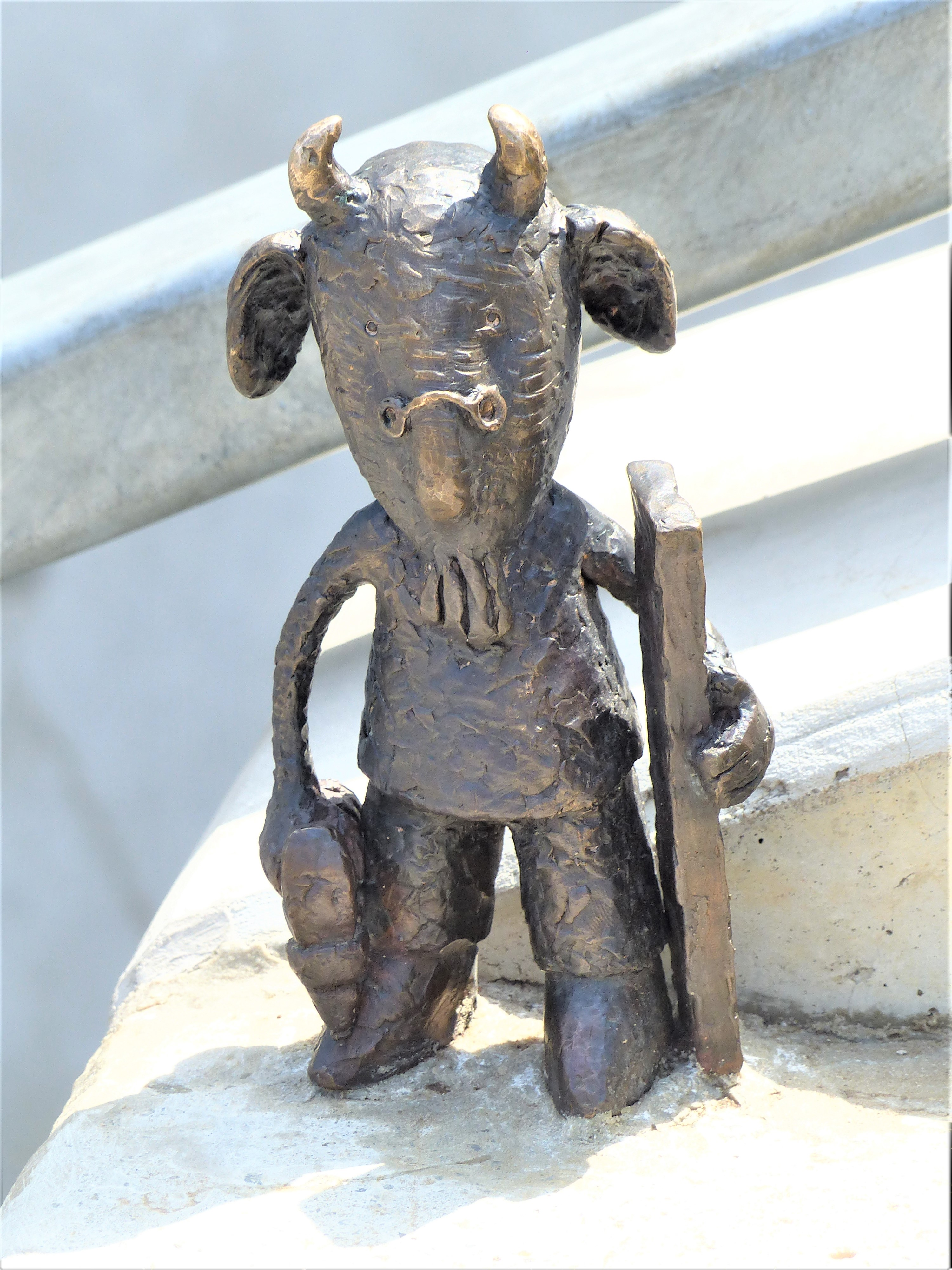
مجسمه مینیاتوری آقای با در میدان کالمان سِل، بوداپست - ساخت میهای کولودکو

آقای با (به مجاری: Mekk Elek, az ezermester) یک مجموعهٔ عروسکی ساخت استودیوی فیلم پانونیا محصول ۱۹۷۳ مجارستان است. این مجموعه با دوبلهٔ فارسی در دههٔ شصت از تلویزیون ایران پخش می‌شد.

## داستان
داستان این مجموعه دربارهٔ بزی به نام آقای با، مدعی همه‌فن‌حریفی در همهٔ مهارت‌ها است که با پذیرش انواع سفارش‌های کاری، زندگی خود را می‌گذراند. هر قسمت به شغل جدیدی که آقای با تجربه می‌کند، می‌پردازد. او که در هیچ مهارتی وارد نیست در پایان داستان هر قسمت باعث خرابکاری و ناامیدی مشتری می‌شود.